# Brugg (gemeente)
Brugg is een gemeente en plaats in het Zwitserse kanton Aargau met ca. 12.000 inwoners (2018) en maakt deel uit van het district Brugg.

## Politiek
Al sinds 1955 is de liberale FDP de grootste partij in Brugg.

## Geboren
- Friedrich Theodor Fröhlich (1803-1836), componist
- Esther Süss (1974), mountainbikester
- Izet Hajrović (1991), Bosnisch-Zwitsers voetballer

## Overleden
- Anna Rothpletz-von Meiss (1786-1841), schrijfster
- Mina Pfyffer (1874-1955), feministe en tuberculosebestrijdster

## Externe link

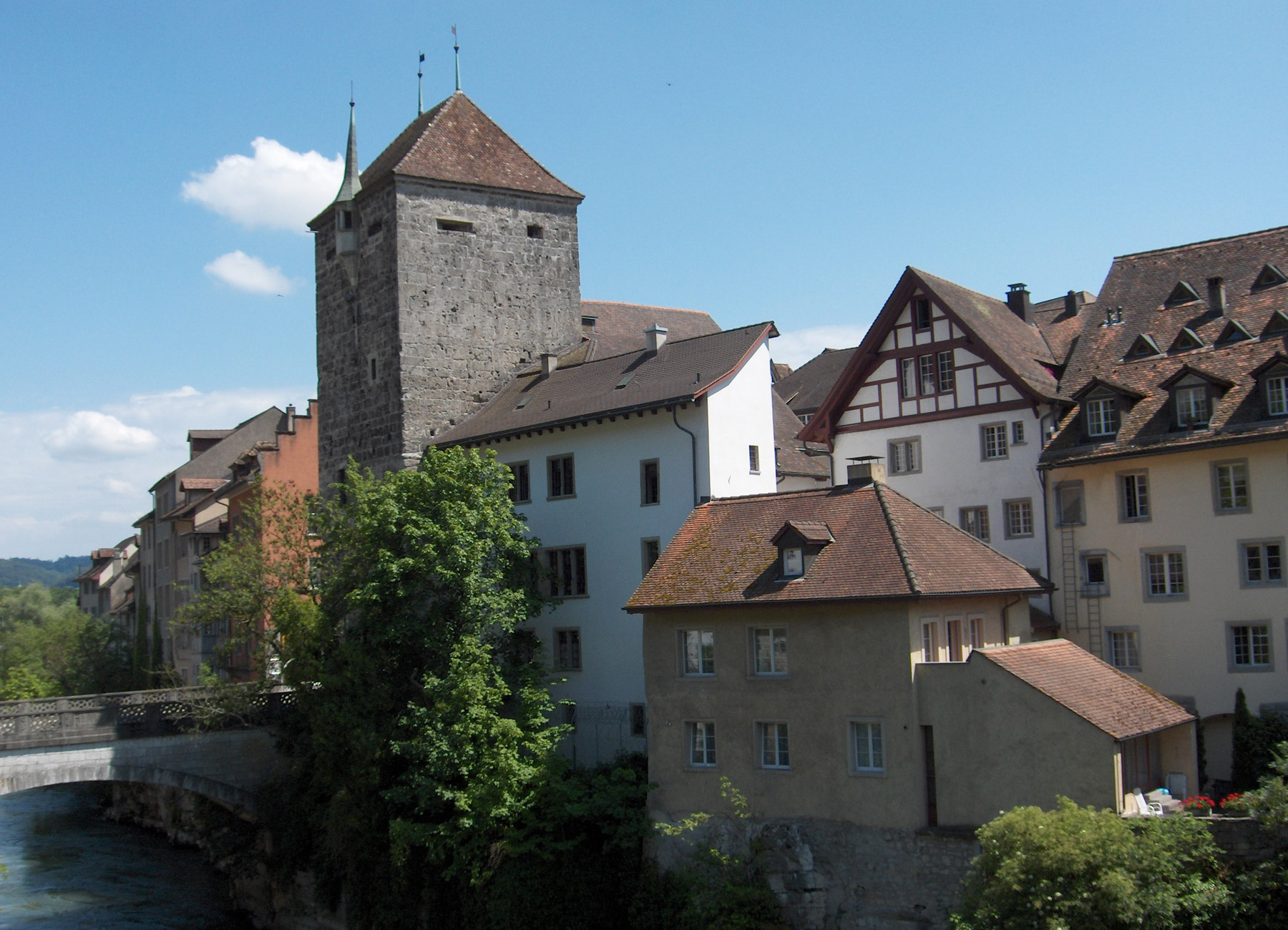
Schwarzer Brugg Turm, onderdeel van het Slot Brugg